# Alberto Máximo Zozaya
Alberto Máximo Zozaya (Gualeguaychú, Entre Ríos, 13 d'abril de 1908 - La Plata, 17 de febrer de 1981) fou un futbolista argentí dels anys 30.

## Biografia
Començà la seva carrera a inicis dels anys 30 a Estudiantes. En aquest club passà quasi tota la seva vida futbolística, formant la davantera coneguda com Los Profesores, al costat d'Alejandro Scopelli, Miguel Ángel Lauri, Manuel Ferreira i Enrique Guaita. Fins a l'any 1939 disputà un total de 181 partits i marcà 144 gols en l'època professional. Fou el màxim golejador del primer campionat professional argentí l'any 1931. Aquesta temporada, fou l'autor del primer gol de la història del futbol professional argentí, en marcar al porter Ángel Bossio, de Talleres de Remedios de Escalada, als cinc minuts de joc en el partit que guanyà Estudiantes per 3-0. És un dels màxims golejadors en la història d'Estudiantes, per darrere de jugadors com Manuel Pelegrina i Ricardo Infante.
Abans de retirar-se jugà breument a Racing Club de Avellaneda i Bella Vista s'Uruguai.
Amb la selecció disputà 9 partits i marcà 8 gols entre 1933 i 1937. Fou campió del campionat sud-americà de 1937, on marcà cinc gols.
Posteriorment fou entrenador. Dirigí el Benfica portuguès el 1952-1953, i a l'Argentina Gimnasia de La Plata, Platense o Lanús, entre d'altres.

## Palmarès
Com a jugador
- Copa Amèrica de futbol: 
  - 1937
- Màxim golejador del campionat argentí de futbol:
  - 1931

Com a entrenador
- Copa de la República: 
  - 1945